# Kohylnyk
Kohylnyk (ukrajinsky Когильник, rumunsky Cogâlnic) nebo také Kunduk je řeka protékající Moldavskem a Ukrajinou. Má délku 243 km a rozlohu povodí 3910 km² (z toho 1380 km² leží na moldavském území). Pramení v okrese Nisporeni nedaleko vesnice Bursuk, teče Černomořskou nížinou k jihovýchodu a vlévá se do laguny Sasyk. Hlavními přítoky jsou Čaga a Čylihider. Kohylnyk protéká městy Hîncești, Cimișlia, Basarabeasca a Arcyz, na břehu řeky leží také klášter Hâncu. Krajina okolo horního toku je kopcovitá a zalesněná, na dolním toku řeka protéká stepní oblastí Budžaku.
Kohylnyk na svém toku překonává převýšení 230 metrů. Šířka řeky se pohybuje od jednoho do tří metrů, hloubka dosahuje maximálně 30 cm. Průměrný průtok činí 0,29 m³/s (historické maximum 6,47 m³/s a minimum 0,006 m³). V době tání sněhu řeka teče prudce, v horkém létě téměř vysychá.
Název řeky pochází podle jedné verze z výrazu kagan, podle druhé ze slova kegeln (turecky „tráva“). 